# カーン・シェイクン化学兵器攻撃
カーン・シェイクン化学兵器攻撃（英:Khan Shaykhun chemical attack、亜:الهجوم الكيميائي على خان شيخون）は、2017年4月4日にシリア、イドリブ県のカーン・シェイクンにて発生した攻撃である。政府軍がSu-22で同都市を空爆した後に白く濃い煙が広がり始め市民が中毒症状を発症し始めたことが報告されており、反体制派の保健当局による発表によると、サリンまたはサリンの様なものの散布で少なくとも89人が殺害され541人以上が負傷したとされ、2013年8月21日に発生したグータ化学攻撃以来シリア国内で最大の死者・負傷者数を出している。
化学兵器禁止機関(Organisation for the Prohibition of Chemical Weapons, OPCW)と国連の合同調査チーム(OPCW-UN Joint Investigative Mechanism)の代表であったエドモンド・ムレットは2017年11月7日、化学攻撃はシリア政府実施だと国連安全保障理事会に対し報告し、「カーン・シェイクンから採取したサンプルには化学物質が含まれていた」と発表した。
アメリカ合衆国のドナルド・トランプ大統領などはこの攻撃はアサド政権によるものだとし、4月7日に政府空軍のシャイラト空軍基地に対してトマホーク巡航ミサイルを59発発射したとされている（シャイラト空軍基地攻撃）。

## 背景
シリア内戦における化学兵器の使用は攻撃前の段階においても国連やシリア国内のメディアによって確認されており、主に2013年夏のグータ化学攻撃や2013年春のカーン・アル・アサル化学攻撃等で実際に化学兵器を使用した攻撃が行われていた。
国連調査団はシリア内戦中に発生した多くの化学攻撃でサリンが使用されていた可能性が高いことを発見し、国連人権理事会はグータ化学攻撃で使用されたサリンとカーン・アル・アサル化学攻撃で使用されたサリンが独特な同様の特徴を持っている事を発表しシリア軍の備蓄庫からサリンが持ち出されている可能性があると指し示した。
国際社会から化学兵器関連の軍備縮小を実施するよう圧力をかけられたシリア軍は2014年に軍縮を行ったが、その後もシリア国内においてアル＝ヌスラ戦線などの反政府戦闘員による化学兵器の使用が度々確認されていた。
政府軍はシリア軍や同軍を支援しているロシア軍が反政府派の勢力下に置かれているシリア北部地域の制圧を目的として以前からハマー県やイドリブ県等への空爆を強めており、実際に攻撃の数日前にも塩素ガスを使用しカーン・シェイクン近郊に化学攻撃を行っていた。

## 攻撃

攻撃時の最前線。赤枠の円は攻撃を受けた箇所

2017年4月4日の午前6時半頃、殆どの市民が通学・通勤をしていない時間に攻撃が開始された。現地の目撃者によると「ロケット砲と爆撃機による攻撃が行われた10分後頃に異臭が発生し目に見える形で市民たちに中毒症状が現れ始めた」との証言がなされており、異常に威力の弱い爆発が4回発生したという情報もシリア民間防衛隊によって報告されている。この化学攻撃によって被害を受けた市民らはイドリブ県のアル＝ラーマ病院で治療を受けたものの、四肢の冷え・心拍数低下・血圧低下・痙攣・呼吸困難等の中毒症状を発症した末最終的に30人の子供を含む多くの死傷者を生む結果となった。
現地にて収集した土壌のサンプルを救助隊員が検査のため西側諸国の情報機関に送付したところ、サンプルの分析を行ったイギリスの科学者はサリン若しくはサリンに類似した化学物質が化学攻撃に用いられた物質だと断定した。
なお断定以前からこの化学攻撃におけるサリンの使用は疑われていて、実際に攻撃から2日後にはトルコに運ばれたシリア人3人を検死した結果「サリンによる攻撃である」とトルコ国内の保健局から一連の攻撃に対する報告が発表されている。

### 死傷者
攻撃直後のイドリブ県の医療データでは11人の子供を含む58人が死亡し300人以上が負傷したと報告され、死傷者の内10人から採取したサンプルからはサリンのようなものが検出された。
5日夜にはデイリー・テレグラフ紙が「30人の子供を含む86人の死者が生じた」と報じ、屋内で死亡し暫く経過した後死亡が確認される者が多く出ていることから今後更に死傷者が増加する可能性についても言及した。
その他CNNは死者を92人、イドリブ県の保健局は死者数を89人、トルコのエルドアン大統領やフランスのフランスワ・デラトル国連大使は死者数を100人以上と推定している。